# Livendula balista
Livendula balista is een vlindersoort uit de familie van de prachtvlinders (Riodinidae), onderfamilie Riodininae.
Livendula balista werd in 1863 beschreven door Hewitson.